# Intersec Interactive Inc.
Die Intersec Interactive Inc. betrieb mit Insex.com von 1997 bis 2005 eine der größten pornographischen Websites im Internet. Sie behandelte den Bereich BDSM und war dabei angeblich auch eine der extremsten US-amerikanischen Seiten. Noch vor der Durchsetzung von Breitband-Internetzugängen führte sie als eines der ersten Unternehmen die Übertragung von Live Streams ein und nahm auch in der Darstellung von SM-Praktiken im Internet eine Vorreiterrolle ein. Dabei war vor allem der hohe Grad an Realismus auffällig, da hier den darstellenden Frauen tatsächlich Schmerzen zugefügt wurden. Ende 2005 musste das Unternehmen seine Produktion einstellen, nachdem es unter den Druck der US-Regierung geraten war.

## Seitenkonzept
Im Jahr 1997 gründete Brent Scott die Intersec Interactive Inc., welche anschließend mit der Produktion der Website Insex.com begann. Es ist bekannt, dass Scott bereits als Kind sexuelle Fantasien hatte, bei denen auch Wonder Woman eine große Rolle spielte. Er drückte diese Fantasien zunächst in Zeichnungen aus und lehrte schließlich Kunst an der Carnegie Mellon University. Da seine Werke jedoch Bondage zeigten und allgemein einen düsteren Charakter hatten, beeinträchtigte dies seine akademische Laufbahn. Er entdeckte schließlich das Internet, um seine Fantasien auszuleben.
Auf der Website Insex.com wurde zahlenden Mitgliedern pornographisches Material angeboten, das BDSM, Bondage, Spanking, Erotische Asphyxiation, Elektrostimulation und viele andere SM-Praktiken wie zum Beispiel den Einsatz von Nadeln beinhaltete, wobei stets Frauen dominiert wurden. Die Videos wurden im RealVideo-Format angeboten, meist in der Qualität von 225 später dann bis zu 450 kbit/s. Ab 2003 wurden die Videos oft auch im Format 16:9-Breitbildformat produziert. Prinzipiell konnten drei Arten von Videos unterschieden werden. Es gab die „Tests“, in denen Frauen zu sehen waren, die erstmals an einer „Session“ bei Insex teilnahmen. Weitere Videos zeigten das „Training“ von Frauen, die regelmäßig zu Shoots kamen. Diese Produktionen hatten eine Länge von 30 bis 90 Minuten und waren zum Download verfügbar. Ein Highlight stellten die „Live Feeds“ dar. Hier wurden die Session per Live Stream in Echtzeit im Internet übertragen. Zahlende Mitglieder konnten das Geschehen live verfolgen und über einen Chat Fragen, Anregungen und Anweisungen geben. Einige dieser Live Feeds dauerten bis zu 48 Stunden. Insgesamt hatte die Website bald 35.000 Mitglieder, die jeweils etwa 60 $ für eine einmonatige Mitgliedschaft bezahlten.
Im Gegensatz zu der Masse ähnlicher pornographischer Seiten wurde bei den Produktionen von Insex.com nicht geschauspielert. Normalerweise sind professionelle Models solcher Websites darauf angewiesen, dass sie nach einem Shoot an ihrem Körper keine sichtbaren Spuren (Striemen, blaue Flecken, Verbrennungen) zurückbehalten, um in den folgenden Tagen auch an anderen Produktionen teilnehmen zu können. Um dies zu gewährleisten, gibt es ein festgelegtes Drehbuch und meist nur leichte Andeutungen von Peitschenschlägen oder ähnlichem. Zwar wurden die Abläufe der Sessions auch bei Insex zuvor besprochen, doch das Zufügen von Schmerzen war echt. Die Frauen hatten nicht zu spielen, sondern waren das Objekt der Geschehnisse. Mit einem speziellen Safeword konnten sie die Session jedoch unterbrechen, wenn sie meinten den Torturen nicht mehr gewachsen zu sein. Bei den „Live Feeds“ richtete sich die Bezahlung der Models oft danach, wie weit sie in dieser Hinsicht gingen. Der dabei erreichte Grad von Realismus in den Sessions trug maßgeblich zum Image der Website bei und stellte bis heute eine Besonderheit dar. Meist war Brent Scott als „PD“ selbst als “Dom” zu sehen, später aber auch andere Beteiligte wie Cyd Black, Claire Adams und Princess Donna. Zunächst wurde kein Sexualverkehr gezeigt und anstelle dessen lediglich Vibratoren und Dildos benutzt. Erst 2004 wurde dies aufgrund mehrfacher Nachfragen der Mitglieder geändert. Allgemein konnten Mitglieder in dem zugehörigen Forum der Website maßgeblich auf die Inhalte der Sessions einwirken.
Aus den angegebenen Gründen beteiligten sich verhältnismäßig sehr wenige Mainstream Porno-Darstellerinnen an den Insex-Produktionen. Meist waren die Models „normale“ Frauen aus dem Großraum New York City, die sich auf anonyme Anzeigen in der Zeitung gemeldet hatten. Mit diesen wurde jeweils am Anfang und am Ende einer Session ein Interview geführt. Auch dies steigerte den Grad des Realismus. Eine Eigenheit war es, Models mit Nummern zu bezeichnen, die sich aus dem Datum der ersten Aufnahme ableiteten (zum Beispiel 912, 1020, 101). Etwas später wurden parallel zu Insex.com noch InsexM.com gestartet, dessen Inhalt praktisch derselbe war, nur, dass hier Männer von Frauen dominiert wurden.

## Shutdown der Website
Die neokonservative US-Regierung begann ab 2005 mit der Bekämpfung von pornographischen Websites im Internet. Als Hebel diente der U.S. Law Code 18/Section 2257, ein Gesetz das ursprünglich zur Bekämpfung von Kinderpornografie gedacht, aber nun flexibler gestaltet worden war. Eine „anti-obscenity unit“ das FBI begann im August 2005 damit gegen Websites vorzugehen, die „bestiality, urination, defecation, as well as sadistic and masochistic behavior“ beinhalteten. Neben einigen anderen Produktionsunternehmen war auch die Intersec Interactive Inc. betroffen. Die Behörden wandten sich an die Bank, welche die Kreditkartenabrechnung des Unternehmens abwickelte. Da diese einer Auseinandersetzung mit dem FBI entgehen wollte, stellte sie die Zusammenarbeit mit Intersec Interactive ein. Ohne die Möglichkeit des Geldeinzugs und ohne die Alternative einer anderen Bank war es nicht länger möglich das Unternehmen am Leben zu halten. Schon im Herbst 2005 wurde bekannt, dass das Unternehmen einen Käufer suche, da „continuing to produce insex.com from the U.S. would be too great a potential liability.“ Man war sich zwar sicher vor einem Gericht Recht zu bekommen, aber die Leitung erklärte: „while Intersec is certain that a potential prosecution would have no chance of success… the staff is unwilling to fight a lengthy and expensive court battle only to emerge victorious but bankrupt.“
Die gesamte Domain sowie ihr Inhalt von über 500 Videos und Tausenden Photos wurde für 4 Mio. US-Dollar zum Verkauf angeboten und schließlich für einen unbekannten Preis von einem niederländischen Unternehmen gekauft. Diese übernahm die Websites mit dem Sub-Unternehmen „Intersec Europe B.V.“ (Standort Den Haag). Während also Insex.com geschlossen wurde, dienen die Seiten InsexM.com und InsexArchives.com seither als Archivseiten, von denen der alte Inhalt nach wie vor gegen Bezahlung heruntergeladen werden kann.

## Auswirkungen
Ein paar wenige Models, wie zum Beispiel Sarah Jane Ceylon, Lorelei Lee, Liz Tyler, Gina Rae Michaels und Adrianna Nicole, wurden vor allem durch ihr regelmäßiges Auftreten bei Insex.com bekannt. Außerdem sind einige ehemalige Mitarbeiter des Stabes von Intersec Interactive wie Claire Adams, Cyd Black, Princess Donna und Matt Williams in der Branche geblieben und haben nach dem Shutdown zu Kink.com gewechselt. Insex beeinflusste unter anderem auf diese Weise viele heutige BDSM-Websites im Internet. So geht beispielsweise der Einsatz von Fucking Machines auf eine Initiative von Brent Scott zurück, und aufgrund des Erfolges führte auch Kink.com die „Live Feeds“ wieder ein. Scott selbst setzt seine Arbeit auf den Domains hardtied.com und infernalrestraints.com fort. Allerdings sind die dortigen Sessions weit weniger extrem, so dass die Seiten nicht an den Erfolg ihrer Vorgänger anschließen konnten.
Im Jahr 2008 produzierten Anna Lorentzon und Barbara Bell, beide ehemalige Mitglieder des Intersec Interactive Stabes, einen Dokumentarfilm namens „Graphic Sexual Horror“ über das Unternehmen und seine Geschichte. Der Film wurde im Januar 2009 beim Slamdance Film Festival gezeigt. Der Film gewann außerdem einen Preis als bester Dokumentarfilm bei CineKink Film Festival 2009, sowie weitere Nominierungen beim Calgary Underground Film Festival, HotDocs Film Festival und Buenos Aires Film Festival.